# Pirámide de Bird

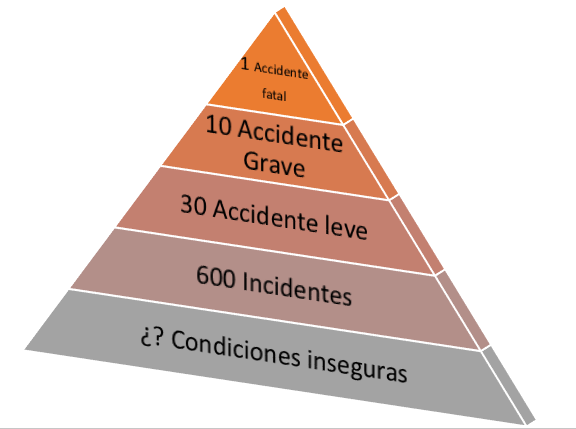

La Pirámide de Bird también llamada teoría de la pirámide de accidentalidad, pirámide de Frank Bird y pirámide de Heinrich es la representación de gráfica que indica que tras un accidente fatal subyacen alertas previas.

## Historia
Desarrollada por Frank Bird, en 1969, basado en el estudio de 1,750,000 personas en donde se concluyó que, por cada accidente fatal, se presentaban 10 accidentes graves, por cada 10 accidentes graves, se presentaban 30 accidentes leves, es decir, estadísticamente, en una empresa, donde se presenten demasiados incidentes, va a presentar graves accidentes.

## Niveles de la pirámide
Los niveles de la pirámide muestran que, para eliminar los accidentes más graves, se debe prevenir los accidentes leves, la pirámide contiene los siguientes niveles:
1  representa los accidentes fatales, que puede ser mortal o incapacidad permanente; 
10 son accidentes graves, con pérdida de tiempo, con o sin daño material; 
30 son aquellos accidentes leves, con daños materiales, con o sin lesión;
600 son aquellos, casos de riesgo, en donde no se produjo lesión ni daño. 
El último nivel, está constituido por las condiciones inseguras, cuya cuantía no es fácil de determinar, ya que no existe un parámetro general, para la creación u ocurrencia de los mismos y, para que se genere un incidente o accidente, puede haber uno o varios actos, y condiciones inseguras.

## Críticas
Las teorías de Frank Bird han sido muy populares en los años ´70, si bien, posteriormente, fueron objeto de revisiones críticas tales como 
- un análisis de los accidentes laborales en los Países Bajos [Bellamy et al. 2008], sugiere que, la “forma” de la pirámide de incidentes / accidentes, depende del tipo de actividad y del tipo de riesgo.
- un estudio de Moore y Yorio (2018) que no encontró correlaciones del tipo de las de Bird al estudiar accidentes en el ámbito de la minería,
- un análisis de accidentes laborales en Chile, para toda la industria (Marshall, Hirmas y Singer 2018),[1] encontró que, la hipótesis del “coeficiente de Heinrich” estable, es estadísticamente inválida en diferentes sectores económicos y regiones grográficas, si bien confirma la idea general de que, la ocurrencia de accidentes menores, es una señal útil del desempeño en seguridad de una organización.

En general, se critica que, el énfasis, en la prevención de incidentes de baja repercusión, -como resbalones y caídas a mismo nivel-, vaya en detrimento de la inversión en mejoras técnicas y organizativas. Contrariamente, a la afirmación de Heinrich anterior, en las industrias afectadas, por riesgos de accidentes importantes, existen diferencias significativas entre los accidentes mayores y los incidentes menores: estas diferencias incluyen: las actividades involucradas, las cantidades de energía liberada, las características y el número de barreras de seguridad que fueron o podrían haber sido relevantes para el evento. Las ideas, de Bird y Heinrich, pueden llevar, a algunas empresas, a centrarse excesivamente en los comportamientos individuales (seguridad del comportamiento), en lugar de procurar barreras de seguridad independientes del comportamiento humano, el cual, es falible por naturaleza. Los accidentes graves, en industrias de alto riesgo, generalmente, son causados por factores, muy diferentes, de los “actos inseguros” y, su gestión, requiere acciones específicas que no están relacionadas con la seguridad del comportamiento.